# The Surfer
The Surfer ist ein Mystery-Thriller von Lorcan Finnegan. Der Film mit Nicolas Cage und Julian McMahon in den Hauptrollen feierte im Mai 2024 bei den Internationalen Filmfestspielen in Cannes seine Premiere.

## Handlung
Als ein Mann zum Surfen an den Strand von Luna Bay zurückkehrt, wo er groß wurde, wird er vor den Augen seines Sohnes von einer Gruppe Einheimischer gedemütigt. Die Männer erheben Anspruch auf diesen Abschnitt des Strandes und erklären ihm, nur wer hier lebe dürfe hier surfen. Der Vater wohnt zwar heute in den USA, wo er sich ein Leben aufgebaut hat, wuchs aber vor vielen Jahren in der Gegend auf und plant, hier wieder ein Haus zu kaufen.

## Produktion

### Regie und Drehbuch
Regie führte Lorcan Finnegan, zu dessen früheren Arbeiten Vivarium – Das Haus ihrer (Alp)Träume, Nocebo und Nightmare Radio: The Night Stalker gehören. Das Drehbuch für The Surfer schrieb Thomas Martin, der zuletzt für den Thriller White Widow von Henry Mason tätig war. In den Pressemitteilungen zum Film sprechen Finnegan und Martin darüber, dass sie sich teilweise von dem Filmklassiker Der Schwimmer von Frank Perry und Sydney Pollack aus dem Jahr 1968 inspirieren ließen, einer Adaption der gleichnamigen Kurzgeschichte des US-amerikanischen Autors John Cheever, die 1964 erschien. In dem Film kommt ein von Burt Lancaster gespielter Mann an einem Sommermorgen nur in Badehose gekleidet unerwartet zu Freunden zu Besuch, um in ihrem Pool zu schwimmen. Als er bei anderen Bekannten auftaucht, um bei ihnen zu schwimmen, wird er immer feindseliger aufgenommen.

### Besetzung, Synchronisation und Dreharbeiten
Nicolas Cage spielt in der Titelrolle den namenlosen Surfer. Finn Little, bekannt aus der Fernsehserie Yellowstone und der Titelrolle in dem Filmdrama Storm Boy von Shawn Seet, ist in der Rolle seines Sohnes zu sehen. Julian McMahon spielt Scally, den Anführer der Gruppe von Männern, die ihn bedrohen. Weiter auf der Besetzungsliste finden sich Nicholas Cassim, Miranda Tapsell, Alexander Bertrand, Justin Rosniak und Rahel Romahn.
Die deutsche Synchronisation entstand nach einem Dialogbuch und der Dialogregie von Mario von Jascheroff im Auftrag der K13 Studios Berlin GmbH.
Die Dreharbeiten fanden zwischen Oktober und November 2023 in Western Australia statt, unter anderem in Perth, am Strand von Yallingup und in der Stadt Busselton. Als Kameramann fungierte der Pole Radosław Ładczuk.

### Filmmusik, Marketing und Veröffentlichung
Die Filmmusik komponierte François Tétaz. Das Soundtrack-Album mit insgesamt 26 Musikstücken wird zum US-Kinostart von Rubber Music als Download veröffentlicht.
Die Premiere des Films erfolgte am 18. Mai 2024 bei den Internationalen Filmfestspielen in Cannes. Kurz zuvor wurde der erste Trailer vorgestellt. Im Oktober 2024 wurde The Surfer beim London Film Festival gezeigt. Im März 2025 wurde der Film beim South by Southwest Film Festival und beim Febiofest Bratislava vorgestellt. Im April 2025 erfolgten Vorstellungen beim Miami Film Festival und beim Brussels International Fantastic Film Festival. Ende April, Anfang Mai 2025 wird er beim Atlanta Film Festival gezeigt. Der US-Kinostart erfolgt am 2. Mai 2025. Dort erhielt der Film ein R-Rating, was einer Freigabe ab 17 Jahren entspricht.

## Rezeption

### Kritiken
Von den bei Rotten Tomatoes aufgeführten Kritiken sind 86 Prozent positiv. Bei Metacritic erhielt der Film einen Metascore von 68 von 100 möglichen Punkten.

### Auszeichnungen
Brussels International Fantastic Film Festival 2025
- Lobende Erwähnung im Wettbewerb um den Silbernen Raben (Lorcan Finnegan)[21]